# La dottoressa dell'isola
La dottoressa dell'isola è una serie televisiva tedesca del 2018. Prodotta per la prima televisione pubblica tedesca con Anja Knauer nel ruolo della protagonista, trasmessa come parte della serie Endlich Freitag in onda di venerdì su Das Erste. La serie è ambientata nell'isola delle Mauritius, il primo episodio è andato in onda a gennaio 2018.
In Italia è trasmesso in prima visione assoluta su Rai 2 dal 30 dicembre 2019.

## Trama
La protagonista della serie, la dottoressa Filipa Wagner, vuole iniziare una nuova vita a Mauritius e liberarsi del passato. Il direttore dell'hotel Kulovits assume la dottoressa per fornire la migliore assistenza medica ai propri ospiti. Non gli piace che Filipa usi le strutture mediche dell'hotel anche per i malati del posto. Quando un dipendente dell'hotel è rimasto gravemente ferito, Filipa incontra il primario dell'ospedale Daniel Bucher. Successivamente, Filipa e Daniel combattono ripetutamente insieme per la vita dei loro pazienti, ad esempio quando scoppia una misteriosa epidemia o si verifica un grave incidente stradale. Non solo si avvicinano l'un l'altro professionalmente. Anche il direttore Kulovits si ritrova a dar battaglia a una vendicativa critica di ristoranti e deve combattere un conflitto con suo figlio Mike, per il quale suo padre è il responsabile della fine del matrimonio dei suoi genitori e della morte di sua madre.
Filipa e Daniel stanno già pianificando un futuro insieme alla figlia di Daniel, Isabelle, quando la moglie di Daniel, Jenny, che si credeva morta, torna sorprendentemente dopo otto anni. Soffre di amnesia da quando ha avuto un grave incidente durante una missione medica all'estero. Jenny riacquista lentamente la memoria in un ambiente familiare, ma la sua vita è in grave pericolo a causa di un coagulo di sangue nel cervello. Filipa deve usare tutte le sue abilità per salvarla.
Dopo che Daniel ha apparentemente deciso a favore di Jenny, Filipa lascia  Mauritius. Ma ritorna e incontra l'affascinante specialista Devin, con il quale inizia una relazione. Isabelle inizia a percepire Jenny come sua madre, ma Daniel e Jenny non riescono più a trovarsi. Daniel inizia a combattere per Filipa.

## Episodi
| n° | Titolo originale       | Titolo italiano       | Prima TV Germania | Prima TV assoluta Italia |
| -- | ---------------------- | --------------------- | ----------------- | ------------------------ |
| 1  | Neustart auf Mauritius | Un nuovo inizio       | 19 gennaio 2018   | 30 dicembre 2019         |
| 2  | Notfall im Paradies    | Corsa contro il tempo | 26 gennaio 2018   | 31 dicembre 2019         |
| 3  | Das Geheimnis          | Uno strano incidente  | 4 gennaio 2019    | 2 gennaio 2020           |
| 4  | Die Entscheidung       | La scelta             | 11 gennaio 2019   | 3 gennaio 2020           |
| 5  | Die Mutprobe           | La prova di coraggio  | 31 gennaio 2020   | 9 gennaio 2022           |
| 6  | Das Rätsel             | L'enigma              | 7 febbraio 2020   | 16 gennaio 2022          |